# Оцифровка
Оцифро́вка (англ. digitization) — описание объекта, изображения или аудио- видеосигнала (в аналоговом виде) в виде набора дискретных цифровых замеров (выборок) этого сигнала/объекта, при помощи той или иной аппаратуры, то есть перевод его в цифровой вид, пригодный для записи на электронные носители.
Для оцифровки объект подвергается дискретизации (в одном или нескольких измерениях, например, в одном измерении для звука, в двух для растрового изображения) и аналогово-цифровому преобразованию конечных уровней.
Полученный в результате оцифровки массив данных («цифровое представление» оригинального объекта) может использоваться компьютером для дальнейшей обработки, передачи по цифровым каналам, сохранению на цифровой носитель. Перед передачей или сохранением цифровое представление, как правило, подвергается фильтрации и кодированию для уменьшения объёма.

## Термин
Иногда термин «оцифровка» используется в переносном смысле, в качестве замены для соответствующего термина[уточнить], при переводе информации из аналогового вида в цифровой. Например:
- Оцифровка звука;
- Оцифровка видео — перенос видеосигнала из внешнего источника с видеокассетой на цифровое устройство с последующей обработкой (сжатием, перекодировкой) и записью на цифровой носитель (dvd-диск, флеш-носитель, внешний жесткий диск);
- Оцифровка киноплёнки;
- Оцифровка изображения;
- Оцифровка архивных документов — сканирование, каталогизация и создание электронного архива. В России существует требование оцифровать все архивы ЗАГС до 31 декабря 2019 года в соответствии с федеральным законом «О внесении изменений в Федеральный закон „Об актах гражданского состояния“ от 23.06.2016 № 219-ФЗ»[3].
- Оцифровка книг — как сканирование, так и (в дальнейшем) распознавание;
- Оцифровка бумажных карт местности — означает сканирование и, как правило, последующую векторизацию (растрово-векторное преобразование, то есть перевод в формат векторного описания).

Оцифровка данных производится на специальном оборудовании, позволяющем захватить аналоговый сигнал и преобразовать его в цифровой. Оцифровкой занимаются специализированные профессиональные студии (ТВ- и звукозаписывающие) и частные компании.

## Дискретизация
При оцифровке сигнала привязанного ко времени, дискретизацию обычно характеризуют частотой дискретизации — частотой снятия замеров.
При сканировании изображения с физических объектов, дискретизация характеризуется количеством результирующих пикселов на единицу длины (например, количеством точек на дюйм — англ. dot per inch, DPI) по каждому из измерений.
В цифровой фотографии дискретизация характеризуется количеством пикселей на кадр.

## Аналого-цифровое преобразование
Аналогово-цифровое преобразование характеризуется разрядностью преобразователя в битах.